# Skrzydło (architektura)
Skrzydło budynku:

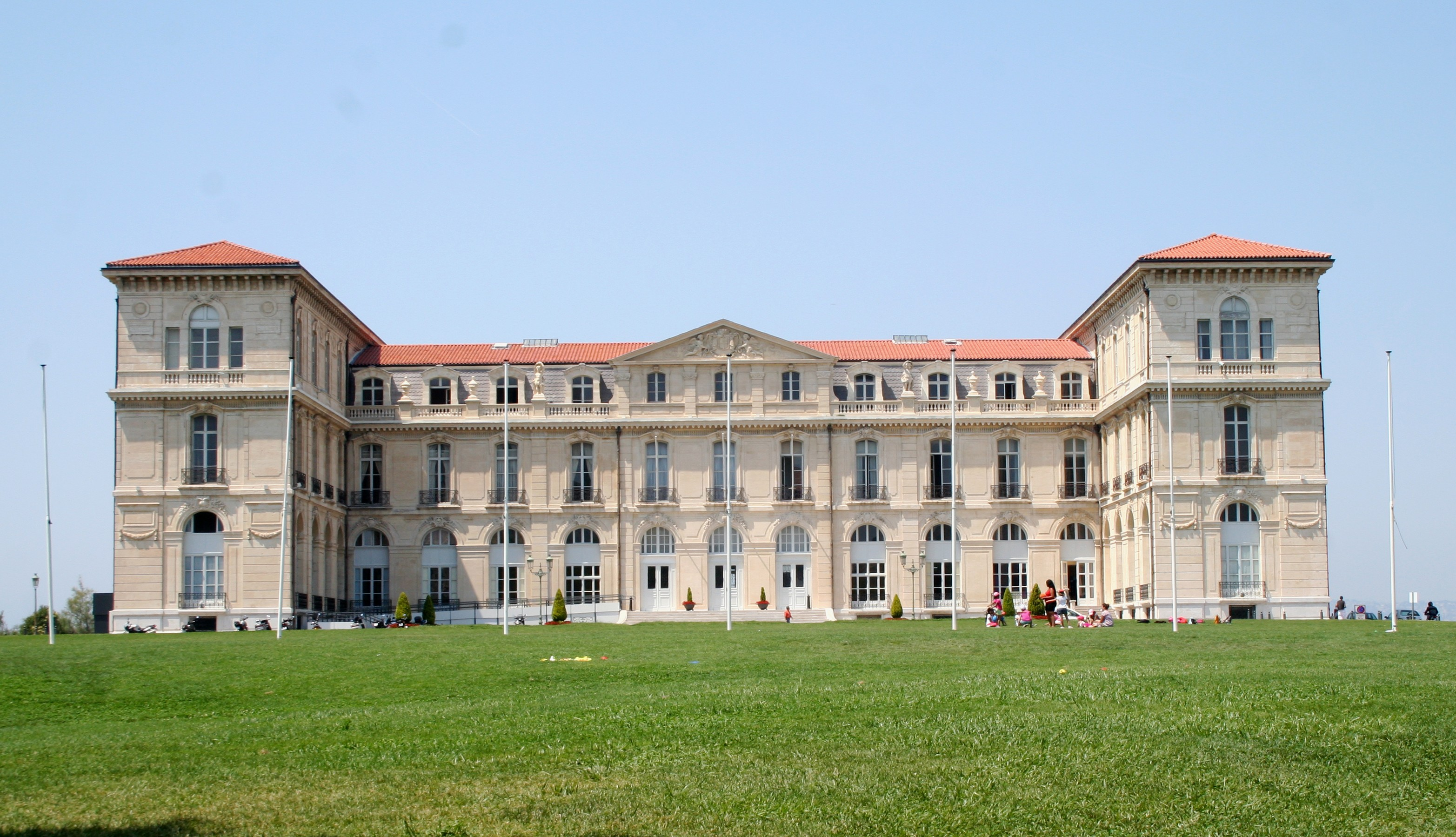
Palais du Pharo w Marsylii – przykład budynku z dwoma bocznymi skrzydłami

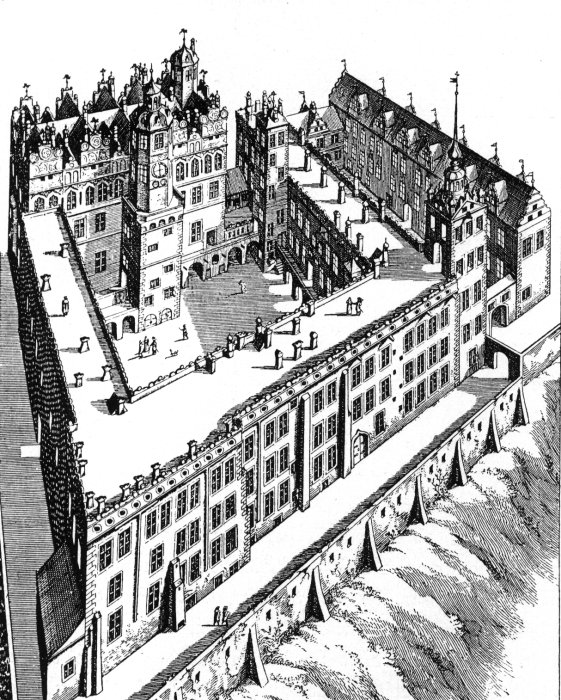
Zamek Książąt Pomorskich w Szczecinie – przykład budynku składającego się z kilku skrzydeł o zbliżonej wielkości

– boczna, wydłużona część budynku, przeważnie niższa (ze względu na mniejszą liczbę kondygnacji), cofnięta lub ustawiona względem korpusu głównego pod kątem – najczęściej prostym;
– boczna część budowli, podporządkowana części środkowej pod względem kompozycyjnym i funkcjonalnym;
– każdy fragment budynku, który nie posiada wyodrębnionej części głównej.